# Thiago Neves
Thiago Neves (n. 27 februarie 1985) este un fotbalist brazilian.

## Statistici
| Brazilia | Brazilia | Brazilia |
| An       | Meciuri  | Goluri   |
| -------- | -------- | -------- |
| 2008     | 1        | 0        |
| 2009     | 0        | 0        |
| 2010     | 0        | 0        |
| 2011     | 1        | 0        |
| 2012     | 5        | 0        |
| Total    | 7        | 0        |